# Lea Schüller
Lea Schüller, född den 12 november 1997, är en tysk fotbollsspelare som spelar för FC Bayern München i Tyskland. Schüller ingick i Tysklands landslag under VM i Frankrike 2019 och gjorde 3-0-målet i åttondelsfinalen mot Nigeria.